# Bohdan Różyński

Herb

Bohdan Różyński, także Rużyński, herbu własnego (zm. ok. 1576) – kniaź z litewsko-ruskiego rodu Rużyńskich, wywodzących się z Wołynia, osiadłych na Kijowszczyźnie. Domniemany hetman Kozaków zaporoskich, zwany przez nich Bohdanko.

## Życiorys
W młodości, w czasie jednego z najazdów, Tatarzy porwali w jasyr jego matkę i żonę. Związał się wtedy z Kozakami, aby szukać zemsty. Według Joachima Bielskiego Rużyński poprowadził wyprawę na Krym, na południe od twierdzy Or, chroniącej dostępu do Krymu od północy. Uderzył również i zdobył Kaffę, uwalniając wielu jeńców.
Car Iwan IV Groźny zaoferował mu dokonanie dywersji na Krymie, w celu odwrócenia ataku idącego na Moskwę, poprzez uderzenie na Kezlev (po polsku Kozłów, dziś Eupatoria). Różyński zamiast tego uderzył w 1576 roku na twierdze tatarskie w dolnym biegu Dniepru, prowadząc około 3 tysiące Kozaków. Zginął w czasie wyprawy podczas oblężenia tatarskiej twierdzy Islam-Kerman (zwana też Assemgrodek, Asłan-gorodok lub Hasłanhorodka; dziś w jej miejscu znajduje się miasto Borysław) Hasłanhorodka.
Różyński przeszedł do legendy kozackiej jako „hetman Bohdanko”, był bohaterem wielu dum i pieśni. Niesłusznie przypisywano mu miano autorstwa reformy administracyjnej i wojskowej Kozaczyzny.
Po śmierci Różyńskiego następnym atamanem kozackim został Jan Podkowa.